# Live at the BBC (Dire Straits)
Live at the BBC från 1995 var det sista livealbumet Dire Straits släppte innan upplösningen.

## Bakgrund
Albumet släpptes i samband med gruppens officiella upplösning, även om bandet inte hade stått på scen sedan sista spelningen på On Every Street-turnén tre år tidigare. En anledning till att albumet kom att släppas över huvud taget var dels av juridisk mening, för att bandet "var skyldiga" ett album till dåvarande PolyGram (nu Mercury Records), helt enkelt för att avsluta kontraktet, innan Mark Knopfler påbörjade sin solokarriär, dock fortfarande signerad på Mercury.
De sju första låtarna spelades in den 22 juli 1978, medan den åttonde spelades in för Old Grey Whistle Test den 31 januari 1981.
Albumet innehåller en tidigare outgiven låt, "What's the Matter Baby", skriven av bröderna tillsammans, vilket även är den enda låt i bandets historia som är helt korrekt krediterad åt någon annan än Mark Knopfler själv - De övriga är Money for Nothing samt "Tunnel of Love", där båda är nästan helt skrivna av Knopfler men innehåller en liten del som av juridiska skäl krediterades.  

## Låtlista
Alla låtar är skrivna av Mark Knopfler, övriga noterade.
1. "Down to the Waterline"  – 4:10
2. "Six Blade Knife" – 3:47
3. "Water of Love" – 5:29
4. "Wild West End" – 5:12
5. "Sultans of Swing" – 6:38
6. "Lions" – 5:26
7. "What's The Matter Baby?" (D. Knopfler, M. Knopfler) – 3:20
8. "Tunnel of Love" (Intro: "Carousel Waltz" av Rodgers & Hammerstein) – 11:56

## Band
- Mark Knopfler - sologitarr, sång
- David Knopfler - kompgitarr, körsång
- John Illsley - bas, körsång
- Pick Withers - trummor
- Alan Clark - keyboard